# Рауко
Рауко (ісп. Rauco) — селище в Чилі. Адміністративний центр однойменної комуни. Населення - 3 114 осіб (2002). Селище і комуна входить до складу провінції Курико і регіону Мауле.
Територія — 309 км². Чисельність населення — 10 484 мешканців (2017). Щільність населення — 33,9 чол./км².

## Розташування
Селище розташоване за 63 км на північний схід від адміністративного центру області міста Талька та за 9 км на північний захід від адміністративного центру провінції міста Курико.
Комуна межує:
- на півночі - з комуною Чепіка
- на північному сході - з комуною Тено
- на сході - з комуною Курико
- на півдні - з комуною Саграда-Фамілія
- на заході — з комуною Уаланьє